# Gumpratsried
Gumpratsried ist ein Ortsteil des oberschwäbischen Marktes Ottobeuren im Landkreis Unterallgäu.

## Geografie
Die Einöde Gumpratsried liegt etwa drei Kilometer nördlich von Ottobeuren.

## Geschichte
Die Entstehung Gumpratsrieds geht auf eine planmäßige Rodungsmaßnahme des Klosters Ottobeuren im 8. oder 9. Jahrhundert zurück. Erstmals urkundlich erwähnt wurde der Weiler im Jahre 1494. 1564 waren alle 20 Einwohner Leibeigene des Klosters Ottobeuren. Kirchlich gehörte der Ort zu Stephansried. Das Kloster Ottobeuren inkorporierte später Stephansried, wodurch Gumpratsried Filialgemeinde von Ottobeuren wurde. Heute besteht die Ortschaft aus zwei Gehöften.